# Beaufour-Druval
Beaufour-Druval è un comune francese di 440 abitanti situato nel dipartimento del Calvados nella regione della Normandia.

## Società

### Evoluzione demografica
Abitanti censiti